# D. Train
D. Train (někdy je uvedeno D Train, D-Train nebo "D" Train) je americké harmonické post-disco/R&B duo, jež bylo několikrát úspěšné v amerických Billboard hitparádách (především v Billboard Club/Dance a v R&B/Urban hitparádě).

## O skupině
Tento projekt byla kolaborace Jamese Williamse, jenž hrál úlohu textaře a hlavního vokalisty, a Huberta Eavese III., klávesisty a producenta, jenž měl na starosti instrumentalizaci jejich hudebních děl. Williams původem z Brooklynu (New York, je vlastně také producent, jako Eaves. Williams s Eavesem se potkali na střední škole a od té doby spolu začali hrát (avšak jen na malou chvilku, protože skoro celé sedmdesátá léta strávil Eaves jako člen R&B/funkového uskupení, Mtume). Nicméně na začátku osmdesátých let se Eaves a Williams zase dali dohromady. Skupina se jmenovala "D. Train" podle Williamsovy přezdívky, jež si vysloužil jako fotbalista na střední škole.
Nejznámější jejich písní je skladba "You're the One for Me" z roku 1981, která byla několikrát zremixována a zaktualizována.

## Hudební odkaz
Jejich syrový, hrubý funky styl prokládaný bombastickým basovým synthezátorovým rytmem ovlivnil i jiné umělce. Nicméně, když v pozdních osmdesátých letech vyšel z módy jazz-funk, úspěšná kariéra D-Trainu začala pomalu klesat. V současnosti jsou vydávány různá kompilační alba na CD přes firmu Unidisc.
D. Train hudebně přispěli na oficiální soundtrack "2BA Master" anime seriálu Pokémon.
Williams je také DJem pro program "Heart & Soul Channel 51" pro newyorské rádio Sirius Satellite. Jeho předělávky písní "You Sexy Thing" (původně nahráno skupinou Hot Chocolate) a "My Funny Valentine" (Broadwayský jazzový standard zkomponovaný Richardem Rodgersem a Lorenzem Hartem) se objevily na soundtracku k filmu Perfect Stranger (psychologický thriller z roku 2007, ve kterém v hlavních rolích hráli Halle Berryová a Bruce Willis).
Inspirace ostatních hudebních umělců:
- V roce 1998 rapper Yo Yo (s Geraldem LeVertem nasamploval píseň skupiny D-Train, konkrétně "Something's on Your Mind".
- V roce 1997 hip-hopový hudebník Notorious BIG nasamploval část "Keep On" do své písně "Sky's The Limit".
- V roce 2004 skupina The Prodigy nasamplovala "You're the One for Me" na svoji skladbu "Girls" (tato skladba se později také objevila na albu Always Outnumbered Never Outgunned)
- Také DJ Kue nasamploval píseň "You're the One for Me" na "I Got Love" v roce 2006.

## Diskografie

### Singly
| Rok  | Název písně                              | Label   | Dance Singles | R&B Singles | Hot 100 Singles | UK Singles |
| ---- | ---------------------------------------- | ------- | ------------- | ----------- | --------------- | ---------- |
| 1982 | "Keep On"                                | Prelude | ―             | #15         | ―               | ―          |
| 1982 | "Walk On By/D Train's Theme"             | Prelude | #45           | ―           | ―               | ―          |
| 1982 | "Walk On By"                             | Prelude | ―             | #42         | ―               | ―          |
| 1982 | "You're the One For Me"                  | Prelude | #1            | #13         | ―               | #30        |
| 1983 | "Keep Giving Me Love"                    | Prelude | #24           | #55         | ―               | ―          |
| 1983 | "Music"                                  | Prelude | #12           | #20         | ―               | #23        |
| 1983 | "Something's on Your Mind"               | Prelude | ―             | #5          | ―               | ―          |
| 1984 | "Something's on Your Mind"               | Prelude | ―             | ―           | #79             | ―          |
| 1985 | "Just Another Night (Without Your Love)" | Prelude | ―             | #59         | ―               | ―          |
| 1985 | "You're The One For Me" (remix)          | Prelude | ―             | ―           | ―               | #15        |

### Alba
| Rok  | Název alba            | Label   | Formát | Pop 200 |
| ---- | --------------------- | ------- | ------ | ------- |
| 1982 | You're The One For Me | Prelude | LP, CD | #128    |